# Salve Jorge
Salve Jorge è una telenovela brasiliana prodotta e trasmessa da TV Globo. La trama è scritta da Gloria Perez e Malga Di Paula; i registi sono Fred Mayrink e Marcos Schechtman. È stata trasmessa su TV Globo dal 22 ottobre 2012 come telenovela delle nove, cioè quella che unisce storie d'amore a tematiche sociali.

## Trama
Morena è una ragazza madre che vive nel Complexo do Alemão, un quartiere della periferia di Rio de Janeiro composta da favelas, con suo figlio Junior di quattro anni e sua madre Lucimar. Quel quartiere era stato occupato dall'esercito nel 2010 perché vi era una forte presenza della criminalità, questa invasione era stata organizzata dal capitano Theo, molto devoto a San Giorgio.
Morena e Theo si conoscono e si innamorano.
Tra Morena e Theo c'è un ostacolo, lui è fidanzato con Erica, una tenente dell'esercito. Erica e Theo hanno molte cose in comune, come la passione per gli animali e il rispetto per la disciplina militare, ma nonostante le cose in comune hanno molti disaccordi; e il capitano Elcio, essendo invidioso di Theo a causa della sua bravura nelle gare equestri, fa di tutto per separarlo dalla fidanzata.
Morena ha dei problemi economici, e a causa di debiti sta per essere sfrattata da casa sua, così accetta l'offerta di Wanda, cioè di lavorare per qualche mese all'estero. Morena accetta l'offerta e anche Jessica, Rosangela e Waleska, e vengono assunte da Livia, un agente che cerca talenti per il mondo dello spettacolo e della moda, una donna elegante e sofisticata. Ma le ragazze non sanno che Livia è una criminale che gestisce il traffico di esseri umani in collaborazione con Wanda, una proprietaria di un night-club, quella che convinse Morena e le altre ragazze ad accettare l'offerta, Irina, e Russo un agente della polizia.
Infatti Livia dopo aver portato le ragazze ad Istanbul, in Turchia, le vende per 3000 dollari a dei criminali che le costringono a prostituirsi.
Le ragazze credono di esser state rapite e che Livia non c'entri nulla, ma Jessica scopre che la responsabile è Livia, che per questo motivo viene uccisa dalla trafficante con una iniezione letale sul collo.
Il modo con cui Livia fece espatriare le ragazze desta sospetti, e Heloisa, un delegato federale che si occupa della tratta degli esseri umani, indagherà.
Intanto Morena cercherà in ogni modo di sfuggire dal traffico di esseri umani per tornare a casa, e successivamente partorisce una bambina e la chiama Jessica, come l'amica defunta. Theo, dopo aver vinto diverse competizioni equestri, dovrà andare in Turchia per partecipare ad una gara molto importante.

## Cast
| Attore               | Personaggio                          |
| -------------------- | ------------------------------------ |
| Nanda Costa          | Morena Ribeiro                       |
| Rodrigo Lombardi     | Théo Garcia                          |
| Giovanna Antonelli   | Heloísa Sampaio                      |
| Totia Meirelles      | Wanda Rodrigues                      |
| Cláudia Raia         | Lívia Marini                         |
| Adriano Garib        | Alejandro Martiniz                   |
| Carolina Dieckmann   | Jéssica Lima da Costa                |
| Dira Paes            | Lucimar                              |
| Alexandre Nero       | Stenio Alencar                       |
| Flávia Alessandra    | Érica Castro                         |
| Cléo Pires           | Bianca Faber                         |
| Domingos Montagner   | Zyah                                 |
| Paloma Bernardi      | Rosângela                            |
| Antonio Calloni      | Mustafá Ayata                        |
| Zezé Polessa         | Berna Ayata                          |
| Suzana Faini         | Dona Áurea Garcian                   |
| Caco Ciocler         | Celso Vieira                         |
| Letícia Spiller      | Antonia Alcântara                    |
| Tânia Khalill        | Ayla                                 |
| Tiago Abravanel      | Demir                                |
| Dani Moreno          | Aisha Ayata / Regina                 |
| Laryssa Dias         | Waleska                              |
| Nando Cunha          | José (Pescoço)                       |
| Solange Badim        | Delzuíte Mendonça (Delzinha)         |
| Roberta Rodrigues    | Maria Vanúbia da Conceição           |
| Odilon Wagner        | Thompson                             |
| Vera Fischer         | Irina / Simone                       |
| Thammy Miranda       | Joyce Guimarães/Cylmara de Sousa     |
| Dalton Vigh          | Carlos Flores Galvão                 |
| Lizandra Souto       | Amanda Flores Galvão                 |
| Lucy Ramos           | Sheila Laurindo                      |
| Murilo Rosa          | Élcio Azevedo                        |
| Paula Pereira        | Nilcéia Ribeiro                      |
| Neusa Borges         | Divinéia Feliciano da Silva          |
| Walter Breda         | Clóvis Feliciano da Silva            |
| Nívea Maria          | Isaura Vieira (Isaurinha)            |
| Stênio Garcia        | Arturo Vieira                        |
| Nicette Bruno        | Leonor Flores Galvão                 |
| Jandira Martini      | Vó Farid                             |
| Duda Ribeiro         | Adam                                 |
| Luci Pereira         | Creusa                               |
| Betty Gofman         | Sarila                               |
| Oscar Magrini        | Coronel Antonio Geraldo Nunes        |
| Natália do Valle     | Aída Flores Galvão                   |
| Ana Beatriz Nogueira | Rachel Flores Galvão                 |
| Otaviano Costa       | Haroldo Quadros                      |
| Cris Vianna          | Júlia Campos Albuquerque (Julinha)   |
| Mariana Rios         | Adriana Alencar Sampaio (Drika)      |
| Iván Mendes          | Pepeu                                |
| Yanna Lavigne        | Tamar                                |
| Marcello Airoldi     | Ispettor Humberto Barros             |
| Fernanda Paes Leme   | Tenente Márcia                       |
| Sidney Sampaio       | Ciro Bastos                          |
| Cissa Guimarães      | Maitê Bittencourt                    |
| Alexandre Barros     | Ricardo Motta                        |
| Rita Elmôr           | Riva                                 |
| Francisco Carvalho   | Seu Galdino                          |
| Rosi Campos          | Cacilda                              |
| Elizângela           | Esma                                 |
| Ernani Moraes        | Kemal                                |
| Antônia Frering      | Deborah Maria Magalhães              |
| Mussunzinho          | Sidney Feliciano da Silva            |
| Bruna Marquezine     | Lourdes Maria Mendonça (Lurdinha)    |
| Duda Nagle           | Caíque Pereira Galvão                |
| Maria Clara Spinelli | Anita                                |
| Aimée Madureira      | Rayanne                              |
| Júlia Mendes         | Zoe Kelebek                          |
| Isaac Bardavid       | Tartan                               |
| Walderez de Barros   | Cyla                                 |
| Monique Curi         | Lena                                 |
| Leonardo Carvalho    | Drago                                |
| Brendha Haddad       | Neuma                                |
| Karina Ferrari       | Samantha Mendonça                    |
| Anderson Müller      | Murat                                |
| Flávia Guedes        | Salete                               |
| André Gonçalves      | Miroel (Miro)                        |
| Cristiana Oliveira   | Yolanda Pereira Gomes                |
| Clarisse Derzié      | Fátma                                |
| Jonas Mello          | Ismael Silveira Garcia (Silveirinha) |
| Eva Todor            | Dália                                |
| Narjara Turetta      | Buque                                |
| Junno Andrade        | Santiago Meira                       |
| Sacha Bali           | Roberto do Nascimento (Beto)         |
| Luiz Felipe Mello    | Roberto do Nascimento Ribeiro Júnior |
| Kíria Malheiros      | Raíssa Alcântara Vieira              |
| Mila Freitas         | Carolina Flores Galvão (Carol)       |
| Frederico Volkmann   | Ekran                                |
| Yago Machado         | Hassan                               |